# Per Boreman
Per August Johannes Boreman, född 27 augusti 1890 i Haparanda, död 19 juni 1964 i Bromma i Stockholm, var en svensk präst.
Efter studier vid Fjellstedtska skolan i Uppsala blev Boreman student vid Uppsala universitet år 1913. Han blev fil. kand. 1914 och teol. kand. 1919, varefter han prästvigdes 1920 i Stockholm. Samma år blev han kyrkoadjunkt i Hedesunda församling och därefter pastorsadjunkt i Vetlanda församling. År 1922 återvände han till hembygden och tillträdde som komminister i Nederkalix församling. Därefter han till kyrkoherde i Övertorneå församling år 1926 med tillträde 1930 och blev kvar i denna tjänst till och med år 1946. År 1947–1952 var Boreman Svenska Missionssällskapets sekreterare och 1950–1951 kyrkoadjunkt i Vittangi församling.
Boreman, som var uppvuxen i ett östlæstadianskt hem, blev själv en moderat företrädare för denna väckelserörelse i Tornedalen. Han studerade också læstadianismen teoretiskt, exempelvis i Kyrkohistorisk Årsskrift 1916 och i monografier. Många av hans arbeten hade kulturhistorisk prägel och kontextualiserade Lars Levi Læstadius och hans miljö. Mer praktiskt inriktad var Boreman när han översatte och i urval utgav Læstadius' postilla 1956 samt arbetade med psalmöversättningar och psalmbearbetningar, vilket resulterade i en psalmbok på finska. Vidare utgav han en evangeliebok och en kyrkohandbok på samma språk.
Boreman blev ledamot i Svenska Missionssällskapets direktion 1952 och var även styrelseledamot i Stockholms Teologiska Institut. Han var ledamot av Nordstjärneorden.
Han var gift och hade en fosterson, som upptog hans släktnamn.